# Hyposoter clausus
Hyposoter clausus är en stekelart som först beskrevs av Carl Gustav Alexander Brischke 1880.  Hyposoter clausus ingår i släktet Hyposoter och familjen brokparasitsteklar. Inga underarter finns listade i Catalogue of Life.